# Перлистик рожевоволий
Перли́стик рожевоволий (Hypargos margaritatus) — вид горобцеподібних птахів родини астрильдових (Estrildidae). Мешкає в Південній Африці.

## Опис
Довжина птаха становить 12,5-13 см. У самців тім'я, потилиця, спина і крила оливково-бурі, хвіст, живіт і боки чорні, боки поцятковані круглими білими плямами. Обличчя, горло і груди лососево-рожеві, надхвістя більш червонувате. Очі чорнувато-карі, повіки мають рожевуваті краї. Дзьоб міцний, конічної форми, чорний, лапи сірувато-тілесного кольору. У самиць обличчя, горло і груди сірі, рожевий відтінок слабо виражений або відсутній.

## Поширення і екологія
Рожевоволі перлистики мешкають на півдні Мозамбіку (на південь від річки Саве), в Есватіні і на північному сході Південно-Африканської Республіки. Вони живуть в сухих тропічних лісах з густим підліском, на трав'янистих галявинах, на узліссях, в чагарникових заростях і пальмових гаях. Зустрічаються парами або невеликими сімейними зграйками по 4-6 птахів, іноді приєднуються до змішаних зграй птахів разом з астрильдами-метеликами або амарантами. Ведуть прихований спосіб життя, більшу частину часу проводять в пошуках їжі на землі, серед густих заростей.
Рожевоволі перлистики живляться переважно дрібним насінням трав, а також ягодами, плодами, пагонами, дрібними літаючими комахами та іншими дрібними безхребетними. Сезон розмноження у них припадає на завершення сезону дощів. В цей час пари проявляють агресивну територіальну поведінку, нападаючи на порушників. Гніздо має кулеподібну форму, робиться парою птахів з переплетених рослинних волокон, встелюється мохом і пір'я, розміщується в чагарниках. В кладці від 3 до 5 білуватих яєць. Інкубаційний період триває приблизно 2 тижні, насиджують і самиці, і самці. Пташенята покидають гніздо через 3 тижні після вилуплення, однак батьки продовжують піклуватися про них ще деякий час. 